# Lamar (Oklahoma)
Lamar és una població dels Estats Units a l'estat d'Oklahoma. Segons el cens del 2000 tenia 172 habitants.

## Demografia
Segons el cens del 2000, Lamar tenia 172 habitants, 68 habitatges, i 53 famílies. La densitat de població era de 5,5 habitants per km².
Dels 68 habitatges en un 27,9% hi vivien nens de menys de 18 anys, en un 66,2% hi vivien parelles casades, en un 7,4% dones solteres, i en un 20,6% no eren unitats familiars. En el 20,6% dels habitatges hi vivien persones soles l'11,8% de les quals corresponia a persones de 65 anys o més que vivien soles. El nombre mitjà de persones vivint en cada habitatge era de 2,53 i el nombre mitjà de persones que vivien en cada família era de 2,83.
Per edats la població es repartia de la següent manera: un 24,4% tenia menys de 18 anys, un 3,5% entre 18 i 24, un 22,7% entre 25 i 44, un 26,7% de 45 a 60 i un 22,7% 65 anys o més.
L'edat mediana era de 45 anys. Per cada 100 dones de 18 o més anys hi havia 100 homes.
La renda mediana per habitatge era de 26.250 $ i la renda mediana per família de 28.125 $. Els homes tenien una renda mediana de 28.750 $ mentre que les dones 20.417 $. La renda per capita de la població era d'11.131 $. Entorn del 4,8% de les famílies i el 6,8% de la població estaven per davall del llindar de pobresa.

## Poblacions més properes
El següent diagrama mostra les poblacions més properes.